# Diego Colotto
Diego Daniel Colotto (Río Cuarto, 10 de març de 1981) és un futbolista professional argentí, que ocupa la posició de defensa central.

## Trajectòria esportiva
Comença la seva carrera a l'Estudiantes de La Plata, on suma 116 partits i marca quatre gols. El 2005 marxa a Mèxic, on recala als equips del Tecos UAG i del F.C. Atlas A.C. L'any 2008 fa el salt a Europa per militar amb el Deportivo de La Corunya, de la primera divisió espanyola.
Dos gols seus van empatar la ronda eliminatòria que enfrontà els gallecs amb l'equip noruec del SK Brann. A la ronda de penals, el Deportivo de La Corunya va passar en aturar fins a tres llançaments rivals.
Va participar amb la selecció argentina en el Mundial Juvenil del 2001, que els albicelestes van guanyar.